# Leptogaster parvoclava
Leptogaster parvoclava är en tvåvingeart som beskrevs av Martin 1957. Leptogaster parvoclava ingår i släktet Leptogaster, och familjen rovflugor.
Artens utbredningsområde är New Mexico. Inga underarter finns listade i Catalogue of Life.